# 牙含章
牙含章（1916年—1989年），男，甘肃和政人。中国马克思主义民族学家、宗教学家和藏学家，中国民族理论学会理事长，中国社会科学院民族研究所所长。

## 生平
1916年10月出生于甘肃河州宁河堡（今和政县）。父亲牙善卿是教员，母亲康氏务农。童年时在父亲任教的和政县龙泉书院学习，后随父迁至导河县凤林学堂。1928年河湟事变发生后，被父亲送入拉卜楞寺出家为僧，度过了近三年“阿卡”生活。1933年毕业于兰州省立第五中学。1937年以秘书和翻译的身份，跟随赴藏求法的拉卜楞寺寺主、第五世嘉木样活佛抵达拉萨哲蚌寺，开始深入学习藏文典籍，调研西藏社会、文化。
1938年奔赴延安参加革命工作，同年加入中国共产党，1939年在中共中央西北工作委员会从事民族问题、民族政策的研究。历任中共中央调研局第四分局民族研究室副主任、中共甘肃省委统战部副部长、中央西藏工委秘书长、内蒙古大学副校长等职。
1979年4月担任新成立的西藏佛教研究会副会长。1980年代担任《中国大百科全书·民族》卷编委副主任。
1989年12月19日在京逝世。

## 著作
牙含章的主要著作有《达赖喇嘛传》、《班禅额尔德尼传》、《西藏历史的新篇章》、《民族问题与宗教问题》、《民族形成问题研究》、《无神论和宗教问题》、《中国无神论初探》、《陇右地下斗争》等。

## 延伸阅读
- 郭正清; 郭晓梅. . 甘肃人民出版社. 2016年. ISBN 9787226050842.